# Кох, Петер
Петер Кох (нем. Horst Böhm; 19 июля 1929, Штеттин — 3 мая 1990, Нойштрелиц) — восточногерманский генерал госбезопасности, в 1977—1989 — начальник Нойбранденбургского окружного управления МГБ ГДР. Член окружного комитета СЕПГ. Покончил с собой после падения коммунистической власти в ГДР.

## Происхождение и обучение
Родился в семье учителя и банковской служащей. Школьное образование Петера Коха пришлось на годы Второй мировой войны. С 1945 работал лесником, затем до 1948 обучался на слесаря. При передаче Щецина в состав Польши перебрался в Восточную Германию, в советскую зону оккупации. Работал бригадиром слесарей в МТС, возглавлял культотдел предприятия. Вступил в правящую компартию СЕПГ.
В 1950—1952 обучался в Немецкой административной академии «Вальтер Ульбрихт» (Ютербог, спецрайон Форст-Цинна) — центре подготовки партийно-государственных кадров. Получил специальность экономиста. Имел дисциплинарные взыскания, отбывал наказание на производстве. В 1952 был функционером Нойбранденбургского окружного совета, возглавлял политотдел МТС.

## Функционер Штази
С 1953 Петер Кох перешёл в силовой аппарат ГДР. Поступил на службу в Казарменную народную полицию, преподавал в потсдамском Политическом университете КНП. В том же году перевёлся в Министерство госбезопасности (МГБ, Штази). Заочно получил юридическое образование в закрытой школе МГБ, с 1972 — доктор юридических наук.
Начинал службу в Потсдаме, в 1962—1975 был заместителем начальника Потсдамского окружного управления по оперативной части (начальниками являлись подполковник Руди Миттиг и полковник Юлиус Михельбергер). В 1976—1977 в звании полковника занимал ту же должность в Нойбранденбурге (начальником являлся генерал-майор Альфред Бём).
В 1977 Петер Кох назначен начальником Нойбранденбургского окружного управления МГБ. В 1980 Коху было присвоено звание генерал-майора. На этой должности Петер Кох укрепил и расширил организационный аппарат Штази. Штатная численность его подчинённых в четырнадцати территориальных подразделениях к концу 1980-х достигла 1909 сотрудников и 5231 сексота. Нойбранденбургское управление вселилось в новую штаб-квартиру. В дополнение к старой городской тюрьме был устроен современный следственный изолятор, переведённый из Нойштрелица. В 1986 генерал Кох награждён орденом «За заслуги перед Отечеством» в золоте.
По должности Петер Кох состоял в окружном комитете СЕПГ. Первым секретарём комитета являлся Йоханнес Кемнитцер. Кох, как начальник окружного Штази, проводил партийную политику полицейского контроля и подавления инакомыслия. В то же время отмечались сложности в отношениях Коха с Кемнитцером. Так, в 1978 Кох высказывал недовольство тем, что из-за высокой стоимости ему не удалось оформить подписку на западногерманскую газету Die Welt, тогда как Кемнитцер такую подписку имел (издание Акселя Шпрингера официально характеризовалось в ГДР как «реакционная „жёлтая газета“»).

## Падение и суицид
Революция в ГДР привела к ликвидации Штази. Петер Кох был снят с должности и перебрался в Нойштрелиц. В январе 1990 арестован по подозрению в растрате государственных средств. Освобождён через четыре месяца, но оставался под следствием.
В разговоре с нойбранденбургскими правозащитниками весной 1990 Петер Кох говорил, что функционеры МГБ ГДР понимали необходимость реформ. Он сам обсуждал такие планы с Маркусом Вольфом. Однако партийное руководство отвергало любые изменения, а «объединение для заговора и военного переворота строго запрещалось».
Исчезновение Штази, свержение СЕПГ, объединение Германии, собственные проблемы с уголовным преследованием означали для Петера Коха крушение привычного мира. Не выдерживая стресса, 60-летний Кох застрелился в подвале своего дома.